# Забродский, Вячеслав Адамович
Вячеслав Адамович Забродский (1939—2000) — советский и украинский экономист, доктор экономических наук (1985). Педагог, профессор (1987). Академик Международной академии информатизации.

## Биография
В 1966 году окончил Харьковский политехнический институт. В 1967–1971 г. работал в Харьковском институте радиоэлектроники, в 1971–1977 г. — в Донецком университете.
С 1977 г. – в Харьковском университете: в 1986–2000 – заведующий кафедрой экономической кибернетики. 

## Научная деятельность
Занимался научными исследованиями в области экономической кибернетики, экономико-математического моделирования, адаптивных и самоорганизующихся систем экономики.
Профессор В. А. Забродский, 15 лет возглавлявший кафедру экономической кибернетики, был членом Международной ассоциации прикладной математики и механики, академиком Международной академии информатизации и экспертом Северо-Восточного научного центра. 
Он – один из основателей научной школы моделирования адаптивных систем и автоматизации организационного проектирования, воспитал целую плеяду учеников, в том числе более 40 докторов и кандидатов наук. 
Сотрудничество В. А. Забродского с одним из основателей экономической кибернетики Стаффордом Биром оказало содействие развитию международного сотрудничества кафедры экономической кибернетики Харьковского университета с европейскими университетами. 

## Избранные труды
- Методы организации адаптивного планирования и управления в экономико-производственных системах. К., 1980;
- Адаптивные системы управления машиностроительным производством. М., 1989;
- Региональное управление. Методология и моделирование. Х., 1991;
- Собственность, экономическая безопасность и государство. Х., 1997, ISBN 966-7080-18-8;
- Оценка финансовой устойчивости производственно-экономических систем. Х., 2000 (в соавт.);
- Развитие крупномасштабных экономико-производственных систем. Х., 2000,  ISBN 966-7080-98-6